# Otto Wächter
Il barone Otto Gustav von Wächter (Vienna, 8 luglio 1901 – Roma, 14 luglio 1949) è stato un generale, politico e avvocato austriaco; fu un alto ufficiale delle SS, un'organizzazione paramilitare del Partito nazista.

## Biografia
Durante l'occupazione tedesca della Polonia nel corso della seconda guerra mondiale, fu governatore del distretto di Cracovia allora parte del Governatorato Generale e del distretto della Galizia (ora per la maggior parte compresa nel territorio dell'Ucraina). In seguito nel 1944 fu nominato comandante dell'amministrazione militare tedesca della Repubblica Sociale Italiana. Durante gli ultimi mesi della seconda guerra mondiale fu responsabile di tutte le forze non tedesche nella Direzione generale per la Sicurezza del Reich a Berlino.
Nel 1940 68.000 ebrei furono espulsi da Cracovia e nel 1941 fu creato il ghetto di Cracovia per accogliere i 15.000 ebrei rimanenti nella città per decreto. Il 28 settembre 1946 il governo polacco richiese al governatore militare della zona amministrata dagli statunitensi l'estradizione di von Wächter per poterlo giudicare di "crimini di guerra, sparatorie ed esecuzioni". Sotto l'amministrazione di von Wächter del distretto della Galizia persero la vita centinaia di cittadini polacchi.
Von Wächter riuscì ad evadere dalle forze alleate per 4 anni. Nel 1949 gli fu accordato rifugio dal vescovo Alois Hudal nel Vaticano, dove morì lo stesso anno all'età di 48 anni per una disfunzione al rene.